# Amazon Appstore
De Amazon Appstore is een app store voor applicaties die ontwikkeld zijn voor het mobiele besturingssysteem Android van Google Inc.. De app store werd geopend op 22 maart 2011 en is beschikbaar in de Verenigde Staten, het Verenigd Koninkrijk, Duitsland, Frankrijk, Italië en Spanje. Bij de lancering bevatte de store zo'n 3.800 apps, zowel gratis als betaald. Ontwikkelaars ontvangen 70% van de opbrengst.

## Geschiedenis
Op 28 september 2011 kondigde Amazon de Kindle Fire-tablet aan. Deze tablet zou volgens Amazon ontwikkeld zijn voor mediaconsumptie vanuit het eigen ecosysteem. De tablet was de eerste met een ingebouwde Amazon Appstore, terwijl Google Play volledig afwezig was. Samen met de nieuwe tablet kreeg ook de Amazon Appstore een nieuw jasje.
De Amazon Appstore bevat een "free app a day"-functie, wat inhoudt dat er iedere dag een app gratis wordt aangeboden. De Amazon Appstore was aanvankelijk enkel beschikbaar in de Verenigde Staten. Op 30 augustus 2012 werd echter ondersteuning toegevoegd voor diverse Europese landen.